# رزیدنت ایول: افشاگری‌ها
رزیدنت ایول: افشاگری‌ها (به انگلیسی: Resident Evil: Revelations) که در ژاپن با نام بایوهازارد: افشاگری‌ها (به ژاپنی:バイオハザード リベレーションズ Biohazard: Revelations) شناخته می‌شود، یک بازی ویدئویی به سبک ترس و بقا است که شرکت کپ‌کام در ابتدا آن را برای کنسول بازی دستی نینتندو ۳دی‌اس ساخت. این بازی در اوایل سال ۲۰۱۲ ارائه شد؛ در تاریخ ۲۶ ژانویه ۲۰۱۲ در ژاپن، ۲۷ ژانویه ۲۰۱۲ در اروپا، ۲ فوریه ۲۰۱۲ در استرالیا و ۷ فوریه ۲۰۱۲ در آمریکای شمالی منتشر شد. سپس در سال ۲۰۱۳ نسخه‌ای اچ‌دی از بازی برای مایکروسافت ویندوز و کنسول‌های پلی‌استیشن ۳، وی یو و ایکس‌باکس ۳۶۰ در تاریخ ۲۱ مه ۲۰۱۳ در آمریکای شمالی، ۲۳ مه ۲۰۱۳ در ژاپن و استرالیا و ۲۴ مه ۲۰۱۳ در اروپا عرضه شد.
موتور بازی افشاگری‌ها، ام‌تی فریم‌ورک است، که پیشتر در رزیدنت ایول ۵ و رزیدنت ایول ۶ استفاده شده بود. این بازی در سری اصلی مجموعه رزیدنت اویل قرار دارد.

## روند بازی
تهیه‌کنندگان این بازی، سبک بازی رزیدنت ایول را افشا در بازگشتی به ریشه اصلی سورویوال هارور می‌دانند. این بدین مفهوم است که همانند نسخه‌های سری کلاسیک، آیتم‌های مختلف، حل معماها و جستجوهای اکتشافی وجود خواهد داشت.
همانند رزیدنت ایول ۶، زاویه دید از پشت شخصیت بوده (دید سوم شخص) و به شکل کامل، از محیط سه‌بعدی بهره خواهد برد. برخلاف بیشتر بازی‌های این سری، بازیکن حق انتخاب چگونگی هدف‌گیری را به شکل اول‌شخص دارا می‌باشد. از دیگر ویژگی‌های این بازی، قابلیت حرکت و شلیک در زمان هدف‌گیری است.

## داستان
داستان بازی رزیدنت ایول: افشاگری، در بازه زمانی میان دو نسخهٔ رزیدنت ایول ۴ و رزیدنت ایول ۵ رخ می‌دهد. رخدادهای این بازی، اندکی پس از بنیانگذاری گروه ضدتروریستی بی‌اس‌ای‌ای و به محوریت دو عضو این گروه، یعنی کریس ردفیلد و جیل ولنتاین رخ می‌دهد. در پیش‌نمایشی که از این بازی منتشر شده است، این دو شخصیت، در حال صحبت با یک زندانی نامشخص در یک کشتی دریایی هستند.
در پیش نمایش رزیدنت ایول:افشا، جیل ولنتاین همراه با پارکر لوسیانی وارد کشتی اس‌اس کوئین زنوبیا شدند. آن‌ها پس از ورود به کشتی، با موجودات بی.او. دبلیو رو به رو شدند.
آن‌ها پس از کشتن هیولاهای بی‌اودبلیو به در اتاقی رسیدند. جیل از طریق دریچه‌ای داخل اتاق را دید. ناگهان او مردی را دید که مانند کریس بود. او سعی کرد در را باز کند ولی در قفل بود. جیل در ادامهٔ راه به دنبال کلید می‌رود. پس از گذشت مدتی جیل در راه رویی را باز می‌کند. ناگهان او راچل را می‌بیند که در دستان یک موجود بی‌اودبلیو است. جیل این واقعه را در حالی مشاهده می‌کند، که پشت شیشه است سپس می‌فهمد در آنجا یک موجود بی او دبلیو وجود دارد. سپس به داخل اتاق رفته و پس از بازکردن در و کشتن هیولاها به سمت جنازهٔ راچل می‌رود. او بعد از کشتن راچل، کلید اتاق کریس را پیدا می‌کند و به سمت اتاق کریس به راه می‌افتد. او بعد از رسیدن به درب اتاق آن را باز کرده و به سوی کریس دوید، ولی ناگهان سر کریس کنده شد و روی زمین افتاد. سپس نوعی گاز در اتاق پخش شد، و هر دو بر روی زمین افتادند. سپس مرحلهٔ بعد از جایی شروع شد که کریس با جسیکا در شمال اروپا هستند. پس از تمام شدن این بخش، دوباره به کشتی برگشته و با صحنه‌ای که جیل در یک اتاق بر روی یک تخت خوابیده مواجه می‌شوید.

## بازتاب‌ها
| گردآورنده  | امتیاز |
| ---------- | ------ |
| گیم‌رنکینگز | ۸۳٫۵۰٪ |
| متاکریتیک  | ۸۲/۱۰۰ |

| ناشر         | امتیاز |
| ------------ | ------ |
| وان‌آپ.کام    | -B     |
| یوروگیمر     | ۸/۱۰   |
| گیم اینفورمر | ۹/۱۰   |
| گیم رولیشن   | ۴٫۵/۵  |
| گیم‌اسپات     | ۸٫۵/۱۰ |
| گیم‌تریلرز    | ۹/۱۰   |
| آی‌جی‌ان       | ۸٫۵/۱۰ |

نسخه اصلی بازی رزیدنت ایول: افشاگری‌ها بر روی نینتندو ۳دی‌اس نقدهای مثبتی از وبگاه‌ها و منتقدین بازی ویدئویی دریافت کرد و با میانگین امتیاز ۸۳٫۵۰ و ۸۲ از ۱۰۰ به ترتیب در وبگاه‌های گیم‌رنکینگز و متاکریتیک قرار دارد. برای نخستین بار در نمایشگاه ای۳ ۲۰۱۰ آشکار شد که رزیدنت ایول: افشاگری، به کارگردانی یکی از طراحان بازی رزیدنت ایول ۵ «کوشی ناکانیشی» و به تهیه‌کنندگی ماساچیکا کاواتا و تاکایوکی هاما توسط شرکت کپ‌کام منتر خواهد شد. سوکاسا تاکناکا، که یکی از داستان‌نویسان پس‌زمینه بازی رزیدنت ایول ۵ بود نیز به گروه سازندگان بازی رزیدنت ایول: افشا پیوست. با پذیرش کاواتا، این عنوان از سری، به شکل بازگشت به ریشه سورویوال هارور، یعنی وجود آیتم‌های مختلف، حل معماها و جستجوهای اکتشافی خواهد بود. او همچنین گفت که به دلیل وجود ویژگی‌های تصویر ۳بعدی، این عنوان از عنصر ترس، به شکلی قوی بهره خواهد برد.